# Лікування гепатиту С у Молдові
Лікування гепатиту С - складний і тривалий процес, в ході якого для знищення інфекції використовуються противірусні лікарські препарати, складається сувора дієта і виключається вживання алкогольних напоїв і наркотичних речовин.
Широке поширення вірусного гепатиту С в Республіці Молдова в 1990-1995 рр. створило в країні епідеміологічну обстановку. Число хворих на хронічний гепатит С в 1990 році склало 39552, а в 1995 році - 53862. Значно підвищився рівень смертності від вірусного гепатиту С і цирозу печінки, спровокованого вірусом, - від 2973 в 1990 році до 3848 в 1995 році.

## Національна Програма 1997 року
З урахуванням обстановки, що склалася, виникла гостра необхідність в Програмі по боротьбі з вірусними гепатитами як з медико-соціальної точки зору, так і з економічної, так як щорічні витрати на лікування становили 54-55 млн. леїв.
Перша Національна Програма по боротьбі з вірусними гепатитами була відкрита в липні 1997 року. Вона включала в себе комплексні заходи специфічної і неспецифічної профілактики. Оскільки специфічні заходи профілактики не стосуються гепатиту С, на боротьбу з ним були направлені неспецифічні заходи. Головна мета неспецифічної профілактики в медичних установах полягала у виключенні ризику передачі вірусного гепатиту С від інфікованих пацієнтів медичному персоналу та іншим особам, які користуються послугами медичних установ.
Неспецифічна профілактика
В першу чергу, неспецифічна профілактика включала в себе строгий відбір донорів крові та інших біологічних рідин, а також їх ретельну перевірку на наявність вірусу гепатиту С. Стерилізація медичних інструментів у всіх лікарнях і поліклініках прийняла обов'язковий характер, а необгрунтовані парентеральні маніпуляції в медичних установах були скорочені до мінімуму. У немедичних установах (перукарнях, косметологічних, манікюрних, педикюрних та акупунктурних кабінетах) неспецифічна профілактика здійснювалася шляхом забезпечення їх необхідним обладнанням для гарантованої стерилізації робочих інструментів. У побутових умовах неспецифічна профілактика проводилась шляхом індивідуального використання приладдя для гоління, зубних щіток та інших предметів, що ушкоджують цілісність шкіри та слизових.
Соціальна мобілізація
Основне завдання соціальної мобілізації полягало в оповіщенні населення, а особливо, груп ризику, про епідеміологічну обстановку і тяжкі наслідки захворювання цими інфекціями, про дієвість специфічних і неспецифічних профілактичних заходів підвищення відповідальності медичного персоналу в цих діях.
Для успішної реалізації соціальної мобілізації здійснювалися такі заходи:
- були видані інформаційні та навчальні матеріали, брошури, буклети, плакати;
- були опубліковані статті в республіканській і місцевій пресі;
- були організовані радіо- і телепередачі;
- проводилися республіканські науково-практичні конференції, зональні і районні семінари;
- проводилися систематичні бесіди медичних працівників з населенням, особливо з груп ризику;
- були залучені в процес соціальної мобілізації неурядові організації, відповідні наукові товариства, був використаний досвід інших країн.

## Національна Програма 2007-2011 рр.
В результаті реалізації специфічних і неспецифічних превентивних заходів, передбачених Національною програмою боротьби з вірусними гепатитами В, С і D на 1997-2006 роки, ситуація в країні значно покращилась. Захворюваність ВГС знизилася з 266 випадків у 1997 році до 127 випадків у 2005 році.
Згідно з наявними статистичними даними, в Молдові щорічно реєструвалися близько 2700 вперше виявлених носіїв вірусу гепатиту С, 7000 осіб з хронічним гепатитом і цирозом печінки. В результаті цих ускладнень в республіці щорічно вмирали близько 3000 чоловік. Слід зазначити, що завдяки реалізації профілактичних заходів в рамках Національної програми по боротьбі з вірусними гепатитами В, С і D вдалося стабілізувати показники захворюваності ХГ і ЦП у дітей з тенденцією до зменшення. Так, в 2004 році в порівнянні з 2003 роком було встановлено зниження захворюваності на ці недуги серед дітей 0 - 17 років з 99,5% (909 випадків) до 66,1% (559 випадків).
Поширеність цирозу печінки в Республіці Молдова в 2009 році збільшилася на 18,1% в порівнянні з 2005 роком (1 922,4 випадків на 100 000 жителів і 1628,1 випадків на 100 000 жителів відповідно). Це явище мало тенденцію до збільшення як на муніципальному рівні (з 1 266,3 випадків на 100 000 жителів у 2005 році до 1358,2 випадків на 100 000 жителів у 2009 році), так і на районному рівні (з 1802,7 випадків на 100 000 жителів у 2005 році до 2103,4 випадків на 100 000 жителів у 2009 році).
Згідно з результатами ретроспективного епідеміологічного аналізу захворюваності на гострий вірусний гепатит в Кишиневі в 1992-2011 рр., отриманими в дослідженні "Деякі епідеміологічні аспекти гострого вірусного гепатиту B, C і D в муніципії Кишинеу", динаміка гострого парентерального вірусного гепатиту серед населення муніципалітету в даний період часу мала тенденцію до зниження.
Мета програми 2007-2011 рр. полягала в подальшому зниженні захворюваності на гострі і хронічні вірусні гепатити і в приведенні показників смертності до рівня більшості країн Європейського Співтовариства.
В ході Національної Програми пацієнти, зареєстровані з вірусним гепатитом С, проходили повне обстеження, здавали необхідні аналізи. Необхідність даних процедур полягала в тому, щоб визначити, яким пацієнтам потрібна екстрена допомога. Їх включали в програму в першу чергу.
Пацієнти отримували безкоштовні ліки від вірусного гепатиту С, спостерігалися у лікарів в ході лікування. Моніторинг відігравав важливу роль - таким чином вдавалося відстежувати і фіксувати результати і ефективність лікування. Як правило, на першому тижні пацієнти проходили гемограму, на 4-му - біохімічний аналіз крові, на 12-му тижні перевіряли вірусне навантаження.

## Національна Програма 2012-2016 рр.
На момент затвердження третьої Національної Програми Республіка Молдова була кваліфікована як зона з середньою ендемічністю. Проте, за кількістю смертей від вірусних гепатитів, Молдова як і раніше займала перше місце в Європі.
У зв'язку з цим, завданнями третьої Програми були:
- зниження захворюваності на гострий гепатит В до 2016 року до 2 випадків на 100.000 населення;
- зниження захворюваності на гострий гепатит С до 2016 року до 2 випадків на 100.000 населення;
- зниження захворюваності на гострий гепатит D до 2016 року до 0,2 випадку на 100.000 населення;
- щорічне забезпечення противірусним лікуванням дорослих пацієнтів і дітей з хронічними вірусними гепатитами та цирозом печінки, викликаними вірусами гепатиту В, C і D в кількості не менше 300 пацієнтів з вірусним гепатитом В, 300 - з вірусним гепатитом С та 100 - з вірусним гепатитом D.

У 2016 році Міністерство охорони здоров'я Молдови збільшило квоту на безкоштовне лікування в сім разів. Нові противірусні препарати для Національної Програми були придбані в Єгипті і Бангладеш. Ліки надійшли до медичних установ, а також в аптеки країни. Їх ефективність досягає 98%. Такі препарати вперше використовувалися в Молдові в 2016 році. У цей період дії Програми лікування отримали понад п'ять тисяч осіб, серед них лише одиницям терапія не допомогла.

### Очікувані результати Програми 2012-2016 рр.
- зниження ендемічності для Республіки Молдова нижче середнього рівня (частота виявлення гепатиту С варіює в межах 2-5%, ризик інфікування протягом життя складе 20-30% для всіх груп населення);
- значне зниження показників захворюваності на вірусний гепатит С - з 2,24 до 1,5-1,8 на 100 тисяч населення;
- зниження захворюваності на хронічні вірусні гепатити, при цьому виявлення знизиться на 15% (приблизно з 99,7 до 85 випадків на 100 тисяч населення), а також зниження тенденції збільшення кількості захворювань;
- значне зниження смертності та інвалідизації в результаті хронічних вірусних гепатитів та раку печінки;
- зниження на 10% рівня коінфекції з вірусами гепатитів B і C і одночасно з обома вірусами у ВІЛ-інфікованих осіб (показник на даний момент складає 10,0, 45,6 і 11,3 на 100 ВІЛ-інфікованих осіб).

## Національна Програма 2017-2021 рр.
Оскільки після закінчення терміну Національної Програми 2012-2016 рр. гепатит С все ще залишався серйозною проблемою, було прийнято рішення про затвердження Національної Програми 2017-2021 рр.  Згідно зі статистичними даними, в Республіці Молдова показники захворюваності на гострий вірусний гепатит С знизилися з 6,14 до 1,26 o / oooo в 2015 році. Захворюваність на хронічні гепатити вірусного походження залишається досить високою, з тенденцією до збільшення, і становить в цілому 43 282 хворих з хронічними вірусними гепатитами (на хронічний вірусний гепатит B - 25 961 хворий, з хронічним гепатитом C - 13 423 хворих, з хронічним гепатитом D - 1 481 хворий, з гепатитом невстановленої етіології - 2 417 хворих). Також на високому рівні зберігаються випадки захворювання цирозом печінки вірусної етіології - 5 178 хворих. Республіка Молдова, згідно з даними міжнародних організацій, посідає перше місце в світі по смертності від цирозів печінки - 71,2 випадки смерті на 100 тисяч населення.
Загальна мета Програми полягає в подальшому зниженні захворюваності на гострі, хронічні вірусні гепатити В, C і D та цирози, в тому числі з мінімізацією соціально-економічних наслідків. Що стосується конкретних цілей Програми, то до них належать:
1. розвиток послуг лабораторної діагностики та скринінгу вірусних гепатитів В, С і D з підвищенням до 2021 року рівня раннього виявлення осіб, інфікованих зазначеними вірусами;
2. зниження на 50% до 2021 року захворюваності та поширеності гострих вірусних гепатитів В, С і D з метою зниження захворюваності на хронічні гепатити і цирози печінки, викликаної зазначеними вірусами;
3. забезпечення до 2021 року доступу, щонайменше, 50% пацієнтам з вірусними гепатитами В, С і D з Республіки Молдова до якісних послуг з лікування та постійного догляду на основі впровадження національних клінічних протоколів, міжнародних клінічних настанов;
4. постійне інформування до 2021 року, з підвищенням рівня настороженості кожної особи, особливо з груп підвищеного ризику інфікування, і спільноти щодо вірусних гепатитів В, С і D;
5. проведення в період 2017-2021 років наукових і науково-практичних досліджень щодо вірусних гепатитів В, С і D, з удосконаленням заходів контролю і відповіді щодо зниження ризику передачі.

План заходів щодо впровадження Національної Програми включає в себе:
- забезпечення зональних лабораторій діагностичними тестами для визначення маркерів вірусних гепатитів;
- закупівлю апаратів Фіброскан;
- розробку і впровадження Автоматизованої інформаційної системи "Реєстр гепатитів";
- інформаційні та комунікаційні кампанії;
- заходи по просуванню здоров'я (інформуванню) по боротьбі з вірусними гепатитами В, С і D, що проводяться фахівцями в даній області;

Моніторинг реалізації цієї Програми здійснюється Міністерством охорони здоров'я спільно з Національним центром громадського здоров'я, територіальними центрами громадського здоров'я, Національним центром менеджменту в охороні здоров'я, територіальними публічними медико-санітарними установами, Публічною установою Державний університет медицини та фармації ім. Ніколає Тестеміцану і Академія наук Молдови.